# Bernhard Rüdiger
Bernhard Rüdiger (* 1964 in Rom) ist ein italienischer Künstler.
Er hat an der Kunstakademie Mailand studiert und lebt seit 1994 in Paris. Er unterrichtet als Professor an der École Nationale des Beaux Arts in Lyon. In Mailand arbeitet er in der von Luciano Fabro, Jole De Sanna und Hidetoschi Nagasawa 1981 gegründeten Casa degli artisti und hat aktiv an der Debatte der neuen italienischen Kunstszene Ende der 80er-Jahre teilgenommen. In Zusammenarbeit mit anderen Künstlern, u. a. Liliana Moro, Adriano Tovato und Mario Airò, arbeiten sie an experimentellen kollektiven Projekten, bevor sie gemeinsam die Zeitschrift Tiracorrendo und den Künstlerraum Lo Spazio di Via Lazzaro Palazzi gründeten, der zwischen 1989 und 1993 in der mailändischen Szene aktiv war. In Zusammenarbeit mit Alfredo Pirri, dem Philosophen Pietro Montani und Jannis Kounellis, nahm Rüdiger an der Gründung des Kunstraumes Volume in Rom (1997/98) teilgenommen. Seine Werke wurden in zahlreichen Einzel- und Gruppenausstellungen gezeigt.

## Ausstellungen

### Einzelausstellungen
- Centre de Création Contemporaine Le CCC in Tours (1996),
- Réfectoire des Jacobins während der Neueröffnung vom Museum Les Abattoirs in Toulouse (1997),
- Museo d’Arte Contemporanea in Bologna (1999), im Kunstzentrum Le Château des Adhémar in Montélimar (2006).

### Gruppenausstellungen
- La Scena: Zeitgenössische Kunst aus Norditalien, Museum Moderner Kunst, Stiftung Ludwig, Wien. (1991).
- Entre Chien et Loup, Le Magasin, Grenoble (1992).
- Cadencias: figuras del arte italiano de los años'90, Musée d’art contemporain de Caracas, de Bogota, de Buenos Aires (1992).
- Aperto'93; Venedig Biennale (1993).
- Artistes / Architectes, Institut d’art contemporain de Villeurbanne et Centre Culturel Belém à Lisbonne (1995).
- Minimalia, PS1, New-York (1999). L’homme paysage, Palais des Beaux-Arts de Lille (2006).